# أفضل (أغنية)
أفضل (لغة يابانية:ベター) هي ثاني أغنية يابانية للمغني الكوري كم هيونغ جن , بعد أغنيته «لونق نايت» و قد صدرت في 19 نوفمبر 2014 عن شركة سويف أي أند تي . الأغنية أيضاً صدرت على شكل دي في دي .

## الوصف
الأغنية مزيج من الهيب هوب و الراب و ريذم أند بلوز., بمشاركة بيبي جي وبارك أيون يونغ., و إنتاج هان سانغ وون .

## الفيديو الموسيقي
الفيديو الموسيقي لأغنية «أفضل» تم تحميله على اليوتيوب في 19 نوفمبر 2014., وهو فيديو أبيض وأسود مع تظليل أحمر مكون من 4 دقائق و 23 ثانية. تم استخدام سيارة كيم حيث أنه أقترح ذلك لأنه سيساعدهم على إنجاز التصوير بسرعة .
في الفيديو كيم هو شخص معذب بسبب خسارة الحب., وفي لقطات الفيديو يظهر كيم وهو يرقص ويغني. تم تصوير أجزاء راب بيبي جي , بشكل منفصل كيم وبيبي جي وإيون يونغ زادوا من درامية الفيديو. 

## تاريخ الإصدار
| الدولة  | التاريخ        | الشركة الموزعة | الصيغة                   |
| ------- | -------------- | -------------- | ------------------------ |
| اليابان | 19 نوفمبر 2014 | SWAVE E & T    | CD                       |
| اليابان | 19 نوفمبر 2014 | SWAVE E & T    | CD + DVD (نسخة محدودة A) |
| اليابان | 19 نوفمبر 2014 | SWAVE E & T    | CD +( نسخة محدودة B)     |

## المخططات
| المخطط                  | الدولة  | المرتبة |
| ----------------------- | ------- | ------- |
| مخطط الأوريكون الياباني | اليابان | 38      |

## وصلات خارجية
- قناة Kim Hyung-jun  على يوتيوب
- "Better" official music video